# Herb Mogilna
Herb Mogilna – jeden z symboli miasta Mogilno i gminy Mogilno w postaci herbu.

## Wygląd i symbolika
Herb przedstawia na błękitnej tarczy herbowej trzy krzyże barwy złotej w układzie w roztrój. 

## Historia
Miasto Mogilno uzyskało prawa miejskie w 1398 roku, będąc własnością klasztoru, stąd też motyw herbowy. W kolejnych wiekach zapominano o pochodzeniu herbu i zastępowano krzyże mieczami. W okresie zaboru pruskiego herb miasta przedstawiał budynek klasztoru i stojącego przed nim św. Piotra z kluczem w ręku. Na górze tarczy herbowej widniała nazwa miasta, na dole zaś rok 1794, czyli data przejścia Mogilna pod panowanie pruskie. W XIX wieku używano jeszcze herbów z trzema kwiatami lilii lub z trzem skrzyżowanymi mieczami, które nie miały żadnego uzasadnienia historycznego.

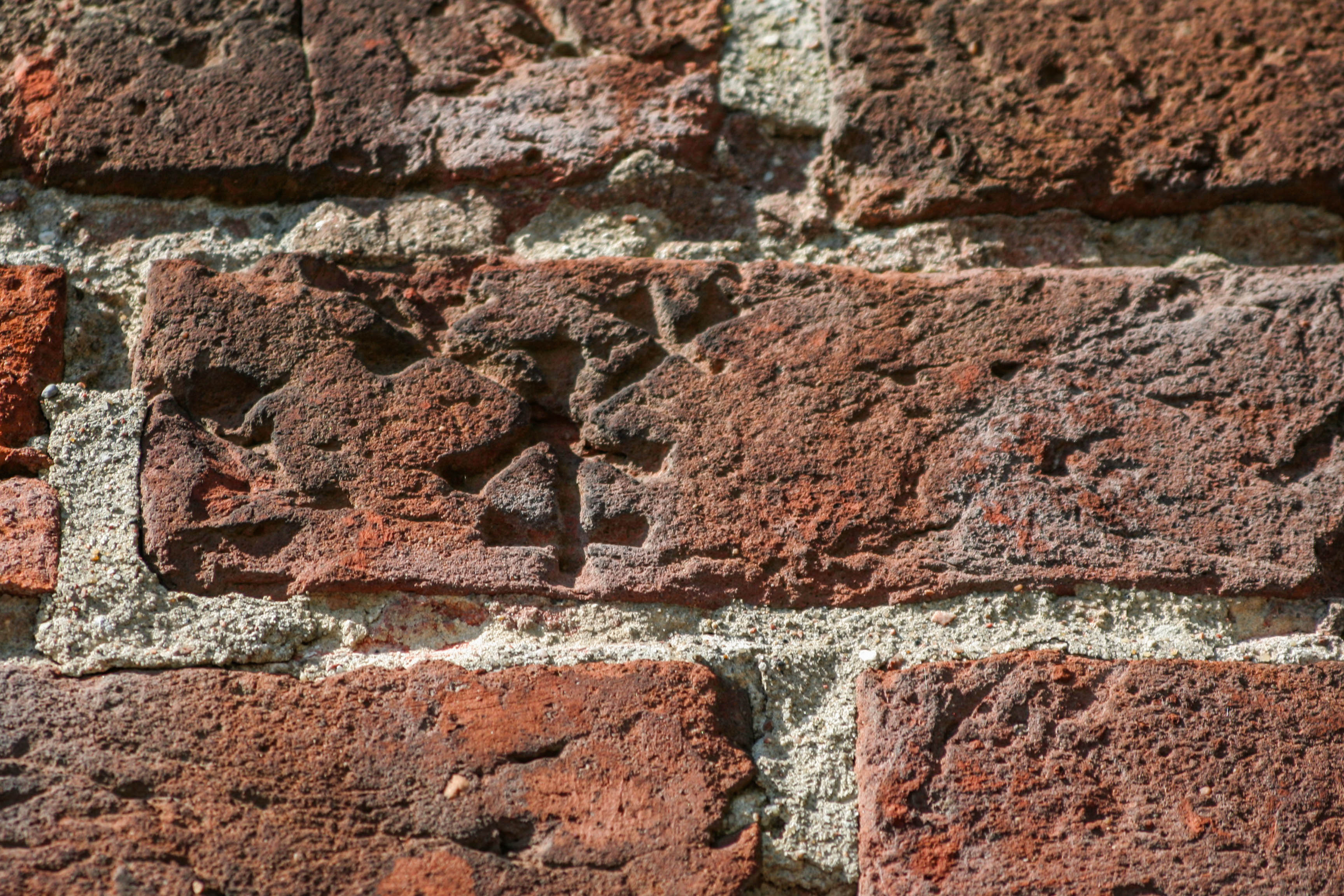
Motyw herbu odciśnięty na jednej z cegieł kościoła św. Jakuba (XVI w.)
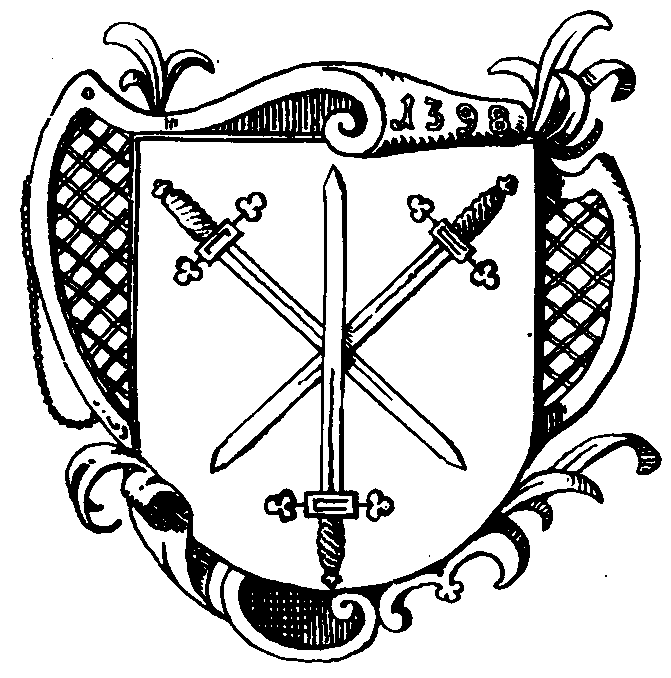
Herb z 1866 roku wg F. A. Vossberga
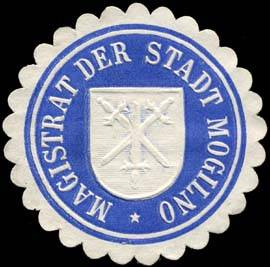
Plomba papierowa z herbem miasta (ok. 1850)
Motyw herbu na fladze Mogilna